# Withdean Stadium
Het Withdean Stadium is een atletiek- en voetbalstadion in de Engelse stad Brighton. Het stadion biedt plaats aan 8.850 toeschouwers. Alle plaatsen zijn zitplaatsen.
Van 1999 tot 2011 deed het stadion dienst als thuishaven voor de voetbalclub Brighton & Hove Albion FC. In 2004 werd het verkozen tot het op drie na slechtste voetbalstadion van Engeland. In 2011 verhuisde Brighton & Hove Albion naar zijn nieuwe stadion, het American Express Community Stadium.
Sinds 2017 doet het stadion dienst als thuishaven voor de vrouwenvoetbaltak van diezelfde voetbalclub, Brighton & Hove Albion WFC. 